# 故乡河
故乡河是中华人民共和国新疆维吾尔自治区的一条河流，位于塔里木盆地，该河全长45千米，集水面积约431平方千米，年均径流量约为0.476亿立方米。根据白吉水文站测定，该河夏季富水期径流量占全年的51%，秋季枯水期径流量占全年的12.3%。